# چاه صادق سالار علی‌اکبر
چاه صادق سالار علی‌اکبر یک منطقهٔ مسکونی در ایران است که در دهستان مازول واقع شده‌است. چاه صادق سالار علی‌اکبر ۳۰ نفر جمعیت دارد.